# Братья Ч
«Братья Ч» — российский художественный фильм, снятый театральным режиссёром, художественным руководителем «Театра DOC» Михаилом Угаровым по сценарию Елены Греминой в кинокомпании «Студия Пассажир». Премьера состоялась 29 января 2015 года.

## Сюжет
Основой кинорассказа послужили письма Антона и Александра Чеховых, воспоминания Александра и Михаила Чеховых, дневник Павла Егоровича Чехова, а также сюжетные мотивы из произведений А. П. Чехова «Иванов», «Дядя Ваня», «Чайка», «Вишнёвый сад», «Три года», «Моя жизнь», «Шуточка», «Дуэль», и др.
Сюжет фильма складывается из событий одного летнего дня из жизни семьи Чеховых на даче в середине 80-х годов XIX века. 26-летний Антон вынужден, занимаясь поденной литературной работой, содержать свою большую и не слишком благополучную семью — разорившегося отца, болезненную мать, сестру, старших и младших братьев.

## Съёмки
Основные съёмки картины проходили на натуре, у реки Чернь, некоторые сцены снимали в усадебном доме Л. Н. Толстого.

## Съёмочная группа
- Режиссёр-постановщик — Михаил Угаров
- Сценарист — Елена Гремина
- Режиссёр — Андрей Анненский
- Продюсер — Александр Миндадзе, Лиза Антонова
- Оператор — Алишер Хамидходжаев
- Композитор — Александр Маноцков
- Художник — Мария Утроби

## В ролях
| Актёр                | Роль            |
| -------------------- | --------------- |
| Егор Корешков        | Антон Чехов     |
| Артём Григорьев      | Александр Чехов |
| Александр Молочников | Николай Чехов   |
| Александра Ребенок   | Наташа Гольден  |
| Яна Иртеньева        | Дуня Эфрос      |
| Сергей Греков        | отец            |
| Роман Синицын        | Яша, слуга      |
| Татьяна Чепелевич    | Катя, горничная |

## Награды
- Приз за лучшую мужскую роль и приз за режиссуру на VII Международном кинофестивале «Восток & Запад»  Архивная копия от 24 сентября 2015 на Wayback Machine
- Призы на VIII Международном кинофестивале имени Андрея Тарковского «Зеркало»:  Архивная копия от 24 сентября 2015 на Wayback Machine

Приз зрительских симпатий
Специальный приз от Сбербанка, генерального партнера фестиваля
Специальный приз журнала Variety за лучшую операторскую работу